# Каміль Драгун
Каміль Драгун (пол. Kamil Dragun; нар. 25 червня 1995, Ґожув-Велькопольський) – польський шахіст, гросмейстер від 2013 року.

## Шахова кар'єра

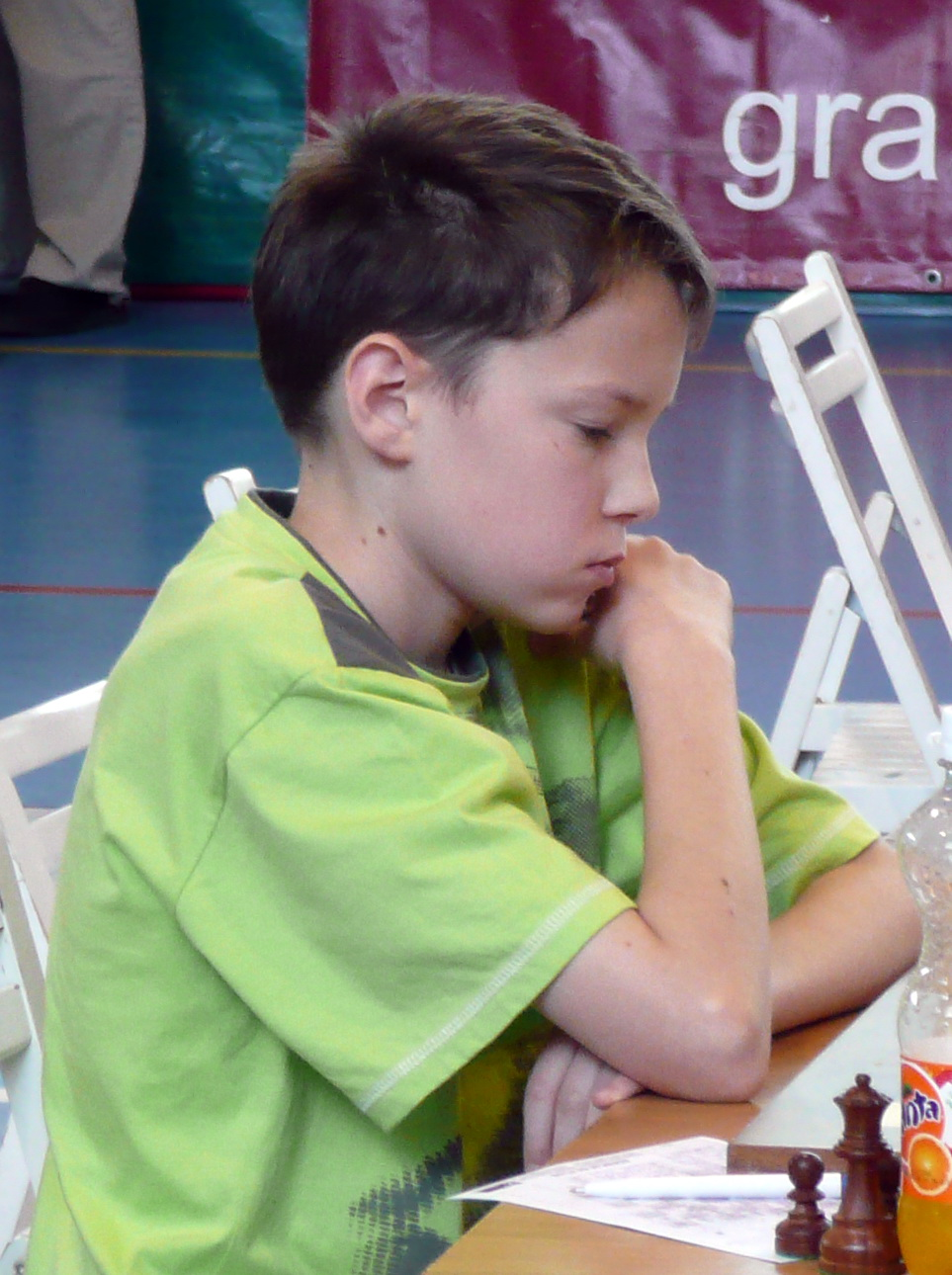
Каміль Драгун, 2008

Перших шахових успіхів досягнув у дуже молодому віці. Першу медаль чемпіонату Польщі серед юніорів виборов 2005 року, посівши в Колобжезі 2-ге місце в категорії до 10 років. Чергові медалі здобув у роках: 2006 (Колобжег, ЧП до 12 років – срібна), 2007 (Устронь, ЧП до 12 років – бронзова), 2008 (Щавно-Здруй, ЧП до 14 років – срібна), 2009 (Сєлпія, ЧП до 14 років – срібна) та 2010 (Карпач, ЧП до 16 років).
2009 року виграв у Фермо титул чемпіона Європи серед юніорів до 14 років, в Анталії – титул віце-чемпіона світу серед юніорів до 14 років. 2010 року досягнув найбільшого успіху в кар'єрі, вигравши в Порто-Каррасі титул чемпіона світу серед юніорів до 16 років. 2012 року здобув у Пардубице золоту медаль командного чемпіонаті Європи до 18 років, це досягнення повторивши 2013 року в Мариборі.
2010 року взяв участь у фіналі чемпіонату Польщі, який проходив за швейцарською системою у Варшаві, а також виконав (під час турніру Каппель-ла-Гранд) першу норму на звання міжнародного майстра. Також 2010 року виконав ще дві норми, під час чемпіонату світу серед юніорів до 20 років у Чотовійj, а також клубного чемпіонату Польщі в Катовицях. На перетині 2010 і 2011 років поділив 1-ше місце (разом з Олександром Зубовим, Євгеном Шараповим та Марціном Сєцєховичем) на регулярному турнірі Cracovia в Кракові. 2011 року під час клубного чемпіонату Польщі виконав першу гросмейстерську норму. Другу норму виконав у 2012 році, вигравши відкритий турнір у Вроцлаві, а третю – перемігши  на турнірі Cracovia 2012/13 років у Кракові. Посів 4-те місце у фіналі Чемпіонату Польщі 2013, який проходив у Хожуві, а також поділив 1-ше місце (разом з Кирилом Ступаком) на 5-му Меморіалі Люблінської унії в Любліні. 2014 року одноосібно переміг на 1-му гросмейстерському круговому турніру на кубок мера Накло-над-Нотеца в Накло-над-Нотецем, посів 6-те місце на чемпіонаті світу серед юніорів до 20 років в Пуне , а також поділив 1-ше місце (разом з Баєм Цзінші) на відкритому турнірі фестивалю London Chess Classic у Лондоні. 2015 року поділив 1-ше місце (разом з Найджелом Шортом і Сур'єю Шехаром Гангулі) в Паттаї.
Представляє клуб Stilon Gorzów Wielkopolski. Багаторазовий призер командного чемпіонату Польщі серед юніорів: тричі золотий (2006, 2008, 2009) і срібний (2007).
Неодноразово представляв Польщу на командних змаганнях, зокрема:
- на командному чемпіонаті Європи (2013)[10],
- тричі на командних чемпіонатах Європи серед юніорів до 18 років (2010, 2012, 2013); триразовий призер: в командному заліку – тричі золотий (2010, 2012, 2013)[11].

Найвищий рейтинг Ело в кар'єрі мав станом на 1 квітня 2016 року, досягнувши 2597 очок займав тоді 11-те місце серед польських шахістів.

## Зміни рейтингу
| На цьому місці має відображатися графік чи діаграма, однак з технічних причин його відображення наразі вимкнено. Будь ласка, не видаляйте код, який викликає це повідомлення. Розробники вже працюють для того, щоби відновити штатне функціонування цього графіка або діаграми. | |
| | На цьому місці має відображатися графік чи діаграма, однак з технічних причин його відображення наразі вимкнено. Будь ласка, не видаляйте код, який викликає це повідомлення. Розробники вже працюють для того, щоби відновити штатне функціонування цього графіка або діаграми. |